# Aspidistra urceolata
Aspidistra urceolata är en sparrisväxtart som beskrevs av Fa Tsuan Wang och Kai Yung Lang. Aspidistra urceolata ingår i släktet Aspidistra och familjen sparrisväxter. Inga underarter finns listade i Catalogue of Life.